# 英会話検定
英会話検定（えいかいわけんてい）は、財団法人日本英会話協会が主催する英会話能力を測る資格検定試験である。
- 「純粋な英会話能力を測る資格がほしい」
- 「その人の英会話力が正確にわかる資格がほしい」

こうした声に着目し、2009年から日本英会話協会によって創られた全国統一の新しいタイプの検定。
1対1の面接形式の試験。

## 級
- ネイティブA：ネイティブを超える英会話レベル
- ネイティブB：ネイティブと同等の英会話レベル
- 1級：英会話上級レベル（ビジネスレベル）
- 2級：英会話中級レベル（日常会話レベル）
- 3級：英会話初級レベル
- 4級：英会話初心者レベル
- 5級：英会話入門レベル